# Lilian Popescu
Lilian Popescu (Făleștii Noi, 15 novembre 1973) è un allenatore di calcio ed ex calciatore moldavo, di ruolo centrocampista.

## Palmarès

### Allenatore

#### Club
- Supercoppa di Moldavia: 1

Sheriff Tiraspol: 2015
- Coppa di Moldavia: 1

Petrocub Hîncești: 2019-2020

#### Individuale
- Allenatore moldavo dell'anno: 1

2014